# Liste von Denkmälern der jugoslawischen Nachkriegsmoderne

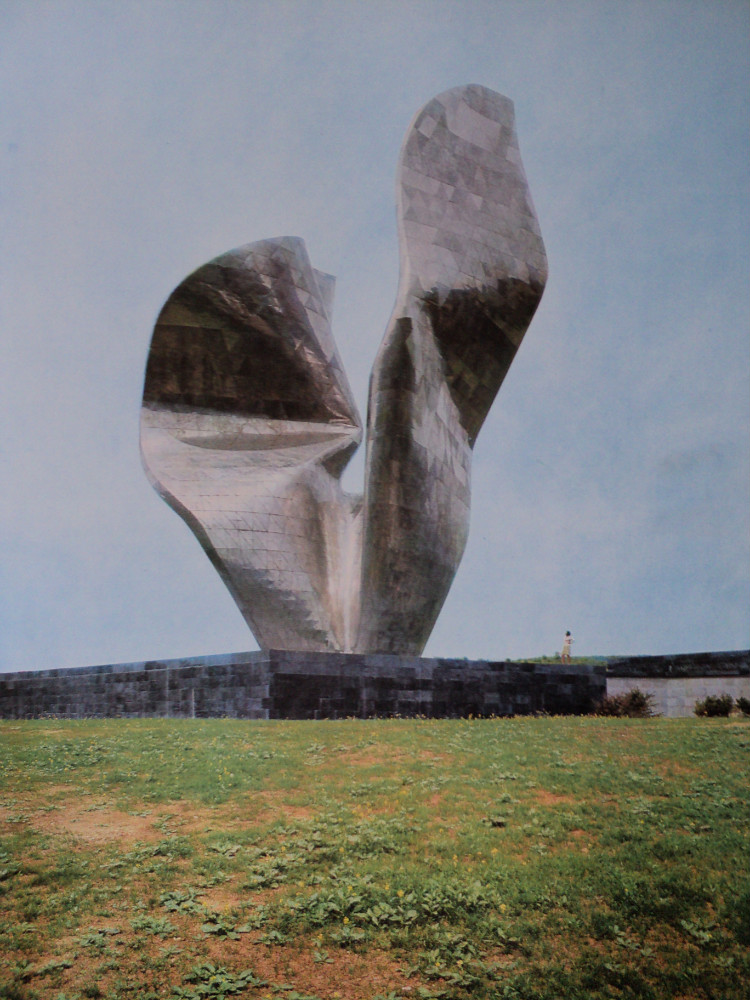
Vojin Bakić. Denkmal für die Befreiung Kamenskas.
1968 fertiggestellt, 1992 gesprengt.

Diese Liste von Denkmälern der jugoslawischen Nachkriegsmoderne listet Denkmäler auf, die in Jugoslawien nach der Abkehr vom sozialistischen Klassizismus Anfang der 1960er-Jahre und vor dem Zerfall des sozialistischen Jugoslawiens 1991 geschaffen wurden. Sie werden im deutschen und englischen Sprachraum gelegentlich als Spomeniki (Singular: Spomenik) bezeichnet, was aus dem Serbokroatischen übersetzt jedoch nur Denkmal bedeutet. Dennoch hat sich dieser Begriff als Bezeichnung für die Monumentaldenkmäler Jugoslawiens gefestigt. Die Denkmäler sind oft sehr groß, teilweise handelt es sich um begehbare Bauwerke oder große Anlagen. Die Liste nimmt keine klassischen Kleindenkmäler auf, wie etwa lebensgroße Bronzefiguren bekannter Persönlichkeiten, sondern nur Denkmäler mit einer besonderen künstlerisch-architektonischen Bedeutung.
Die Denkmäler sind verschiedenen Anlässen gewidmet, die meisten jedoch Orten des Zweiten Weltkrieges, etwa für gefallene Soldaten und Zivilisten, besondere Siege der Partisanen, für die Opfer von Konzentrationslagern der Nationalsozialisten und ihrer Verbündeten, etwa der Ustascha. Viele von ihnen wurden in den Jugoslawienkriegen beschädigt und teilweise auch politisch motiviert zerstört, vergessen und geplündert. Sie befinden sich heute in den Nachfolgestaaten Bosnien und Herzegowina, Kosovo, Kroatien, Nordmazedonien, Montenegro, Serbien und Slowenien.
Eine größere Rezeption in den Vereinigten Staaten und Westeuropa zu Beginn des 21. Jahrhunderts wurde insbesondere durch Fotoserien, wie Spomenik (2006–2009) von Jan Kempenaers, erreicht sowie durch die Rezeption der Denkmäler auf Internetplattformen und in sozialen Netzwerken. Seitdem erfahren die Denkmäler eine breitere architekturhistorische Rezeption, so wurde 2018 die jugoslawische Nachkriegsarchitektur, inklusive ihrer Denkmäler, in der Ausstellung Toward a Concrete Utopia. Architecture in Yugoslavia, 1948–1980 im Museum of Modern Art gewürdigt und erforscht.
| Staat                   | Stadt                                   | Koordinaten | Künstler                                                                                         | Entwurf Baujahr                        | Beschreibung / Anlass | Abbildung                                                 | Zustand / Status                                                                      |
| ----------------------- | --------------------------------------- | --- | ------------------------------------------------------------------------------------------------ | -------------------------------------- | --- | --------------------------------------------------------- | ------------------------------------------------------------------------------------- |
| Bosnien und Herzegowina | Gligino Brdo bei Dobrljin               | 45° 8′ 32″ N, 16° 29′ 48″ O | Ahmed Bešić                                                                                      |                                        | Denkmal auf dem Berg der Freiheit – Am 31. Juli 1941 ging von diesem Berg ein Teil des Widerstandes gegen die Faschisten aus. |                                                           | erhalten                                                                              |
| Bosnien und Herzegowina | Vođenica                                | 44° 38′ 4″ N, 16° 16′ 28″ O |                                                                                                  |                                        | Denkmal für die Revolution – Das Denkmal erinnert an die gefallenen Soldaten und Zivilisten des Zweiten Weltkrieges. |                                                           | erhalten                                                                              |
| Bosnien und Herzegowina | Mostar                                  | 43° 20′ 28″ N, 17° 47′ 46″ O | Bogdan Bogdanović                                                                                | ab 1959 1960–65                        | Partisanen-Nekropole – Auf dem Friedhof sind 810 gefallene Soldaten aus Mostar begraben. |                                                           | erhalten                                                                              |
| Bosnien und Herzegowina | Tjentište                               | 43° 20′ 46″ N, 18° 41′ 13″ O (Hauptdenkmal) 43° 22′ 36″ N, 18° 35′ 50″ O (Ljubin Grob) 43° 19′ 18″ N, 18° 37′ 59″ O (2. Dalmatische Brigade) | Miodrag Živković (Denkmal), Ranko Radović (Museum)                                               | 1964–71                                | Denkmal des Kampfes von Sutjeska – Das Denkmal erinnert an die gefallenen Soldaten beim Kampf von Sutjeska. Zwei kleinere Denkmäler befinden sich in der Nähe, dessen Künstler und Entstehungszeitraum unklar sind: - Denkmal in Ljubin Grob – Das Denkmal erinnert an die besonders heftige Auseinandersetzung an diesem Ort. - Denkmal für die 2. Dalmatische Brigade                                                                  | DenkmalMuseumDenkmal für die 2. Dalmatische Brigade       | erhalten                                                                              |
| Bosnien und Herzegowina | Zenica                                  | 44° 14′ 41″ N, 17° 57′ 35″ O | Arfan Hozić                                                                                      | 1968                                   | Denkmal für die gefallene Partisanentruppe von Zenica |                                                           | erhalten                                                                              |
| Bosnien und Herzegowina | Vogošća                                 | 43° 53′ 58″ N, 18° 21′ 0″ O | Petar Krstić, Zlatko Ugljen                                                                      | bis 1969                               | Denkmal für die gefallenen Kämpfer des nationalen Befreiungskampfes |                                                           | erhalten                                                                              |
| Bosnien und Herzegowina | Sanski Most                             | 44° 45′ 44″ N, 16° 41′ 2″ O | Petar Krstić                                                                                     | 1970                                   | Šušnjar-Gedenkanlage – Das Denkmal erinnert in erster Linie an die Rebellion der Sana-Bauern gegen die Ustascha |                                                           | beschädigt                                                                            |
| Bosnien und Herzegowina | Vrtoče                                  | 44° 38′ 8″ N, 16° 10′ 42″ O | Nebojša Latinović, Enver Kudić                                                                   | 1971                                   | Gedenkpark für die Gefallenen und Opfer des nationalen Befreiungskampfes |                                                           | erhalten                                                                              |
| Bosnien und Herzegowina | Novi Travnik                            | 44° 11′ 48″ N, 17° 41′ 28″ O | Bogdan Bogdanović                                                                                | 1971–75                                | Nekropole für die Opfer des Faschismus – An diesem Ort wurden im August 1941 in einem Massaker der Ustascha ca. 700 Zivilisten ermordet. |                                                           | beschädigt                                                                            |
| Bosnien und Herzegowina | Mrakovica-Gebiet im Nationalpark Kozara | 45° 0′ 50″ N, 16° 54′ 33″ O | Dušan Džamonja                                                                                   | 1972                                   | Denkmal für die Revolution – Das Denkmal erinnert an die Opfer der Kozara-Offensive im Frühling 1942. |                                                           | erhalten                                                                              |
| Bosnien und Herzegowina | Bravsko                                 | 44° 32′ 56″ N, 16° 34′ 55″ O | Mirko Radulovic                                                                                  | 1972                                   | Denkmal für die gefallenen Kämpfer des nationalen Befreiungskampfes – Das Denkmal erinnert an die im Zweiten Weltkrieg gefallenen Soldaten und Zivilisten der Region. Auf dem Gelände sind 502 Soldaten begraben. |                                                           | erhalten                                                                              |
| Bosnien und Herzegowina | auf dem Berg Makljen                    | 43° 50′ 34″ N, 17° 35′ 50″ O | Boško Kućanski                                                                                   | 1976–78                                | Denkmal für den „Kampf der Verwundeten“ (auch „Poet“ oder „Die Faust“) – Das Monument erinnert an den „Kampf der Verwundeten“, bei dem etwa 4.000 verwundete Soldaten die Faschisten aufhielten. |                                                           | November 2000 gesprengt                                                               |
| Bosnien und Herzegowina | Bratunac                                | 44° 11′ 3″ N, 19° 19′ 44″ O | Petar Krstić                                                                                     | 1978                                   | Denkmal für den nationalen Befreiungskampf – Das Denkmal erinnert an die im Zweiten Weltkrieg gefallenen Soldaten und Zivilisten der Region. |                                                           | erhalten                                                                              |
| Bosnien und Herzegowina | Glamoč                                  | 44° 4′ 20″ N, 16° 49′ 14″ O | Mirko Ostoja                                                                                     | bis 1978                               | Denkmal für Ivo Lola Ribar – Ivo Lola Ribar war ein Partisanenkämpfer und kommunistischer Politiker. |                                                           | erhalten                                                                              |
| Bosnien und Herzegowina | Korčanica-Gedenkpark, Grmeč-Berg        | 44° 41′ 14,1″ N, 16° 26′ 15,5″ O | Ljubomir Denković                                                                                | 1979                                   | Denkmal für das Bonsanska-Krajina-Partisanenkrankenhaus – Das Denkmal gedenkt den Ärzten und Schwestern des Krankenhauses, das an dieser Stelle Januar 1942 bis Februar 1943 stand. |                                                           | erhalten                                                                              |
| Bosnien und Herzegowina | Jasenica                                | 44° 48′ 11″ N, 16° 15′ 30″ O | Marijan Kocković                                                                                 | 1979                                   | Gedenkbrunnen des Podgrmeč-Museum – Das Monument erinnert an die Kämpfer, die die Stadt im Zweiten Weltkrieg befreiten. Vor dem Gebäude des späteren Museums gab Tito im Januar 1943 eine Rede an die Partisanen. |                                                           | erhalten, Museum verfallen                                                            |
| Bosnien und Herzegowina | Sarajevo                                | 43° 50′ 41″ N, 18° 23′ 58″ O | Vladimir Dobrović, Alija Kučukalić                                                               | 1980–81                                | Vraca-Gedenkpark – Die 78.000 m² große Anlage erinnert an die Opfer des Zweiten Weltkrieges aus der Region. | AnlageGedenkwandBronzestatue                              | erhalten                                                                              |
| Bosnien und Herzegowina | Bihać                                   | 44° 49′ 20″ N, 15° 50′ 24″ O (13 Monolite) 44° 49′ 49″ N, 15° 50′ 7″ O (zwei Monolite)                                                       | Bogdan Bogdanović                                                                                | 1981                                   | Garavice-Gedenkpark für die Opfer des Faschismus – Das Denkmal erinnert an die 12.000 Opfer des Massakers auf dem Berg Garavice und markiert mit 13 Monolithen ein Massengrab. Ein weiteres Denkmal aus nur zwei Monolithen ist etwa 1 km entfernt und markiert ein weiteres Massengrab. |                                                           | erhalten                                                                              |
| Bosnien und Herzegowina | Drvar                                   | 44° 22′ 27,3″ N, 16° 22′ 58,9″ O | Lujo Šverer, Marijan Kocković                                                                    | 1967                                   | Denkmal für die gefallenen Kämpfer von Drvar des Befreiungskampfes – Das Denkmal erinnert an die Toten des Zweiten Weltkrieges, insbesondere an die der Operation Rösselsprung. |                                                           | kollabiert                                                                            |
| Bosnien und Herzegowina | Gornji Jelovac                          | 45° 3′ 49″ N, 16° 42′ 26″ O |                                                                                                  |                                        | Denkmal für die gefallenen Soldaten der Kämpfe in Kozara – Das Denkmal ist den gefallenen Serben der Kozara-Offensive im Frühling 1942 gewidmet. |                                                           | erhalten                                                                              |
| Bosnien und Herzegowina | Medeno Polje                            | 44° 34′ 18,7″ N, 16° 17′ 23,1″ O |                                                                                                  | bis 1982 ?                             | Denkmal für die Luftstaffel der Partisanen – Das Denkmal erinnert an die gefallenen Soldaten der Region im Zweiten Weltkrieg und an die Luftstaffel der Partisanen, die in Medeno Polje ihren Ursprung hatte. Das Denkmal bestand neben der Betonskulptur auch aus einer Douglas DC-3. | Douglas DC-3, Zustand 1984                                | Das Flugzeug ist seit den 2000er-Jahren verschwunden, die Skulptur erhalten           |
| Kosovo                  | Priština                                | 42° 39′ 57″ N, 21° 9′ 52″ O | Miodrag Živković                                                                                 | 1961                                   | Denkmal für Brüderlichkeit und Einheit – Das Denkmal erinnert an die gefallenen Soldaten des Zweiten Weltkrieges. |                                                           | erhalten                                                                              |
| Kosovo                  | Priština-Velanija                       | 42° 39′ 32″ N, 21° 10′ 32″ O | Svetislava Ličine                                                                                | bis 1961                               | Märtyrer-Friedhof – Der 3 ha große Park erinnert an die getöteten Soldaten und Zivilisten der Region. |                                                           | erhalten                                                                              |
| Kosovo                  | Landovica                               | 42° 15′ 17″ N, 20° 40′ 55″ O | Miodrag Pecić, Svetomira Arsić Basara                                                            | bis 1963                               | Denkmal für Boro Bukmirović und Ramiz Sadiku – Die Freundschaft der zwei Partisanenkrieger war ein Symbol für Brüderlichkeit und Einheit |                                                           | 1999 restlos abgerissen und durch den Märtyrer-Friedhof für Soldaten der UÇK ersetzt. |
| Kosovo                  | Brezovica                               | 42° 13′ 12″ N, 20° 59′ 50″ O | Svetomira Arsić Basara                                                                           | bis 1964                               | Denkmal für die Šar-Planina-Partisaneneinheit |                                                           | erhalten                                                                              |
| Kosovo                  | Mitrovica                               | 42° 53′ 45″ N, 20° 51′ 36″ O | Bogdan Bogdanović                                                                                | bis 1973                               | Schrein für die Revolution – Das Denkmal erinnert an die serbischen und albanischen Arbeiter der Trepča-Minen, die als Minentruppen gegen die Faschisten kämpften. |                                                           | erhalten                                                                              |
| Kroatien                | Jasenovac                               | 45° 16′ 49″ N, 16° 55′ 42″ O | Bogdan Bogdanović                                                                                | ab 1959 1960–66                        | Gedenkstätte für die KZ-Opfer – Die Gedenkanlage, dessen zentrales Element als Steinerne Blume bezeichnet wird, gedenkt den Opfern des KZ Jasenovac. Zwischen 1941 und 1945 wurden zehntausende Menschen von den kroatischen Ustascha eingesperrt und hingerichtet. |                                                           | erhalten                                                                              |
| Kroatien                | Košute                                  | 43° 37′ 40″ N, 16° 41′ 30″ O | Vuko Bombardelli                                                                                 | 1961                                   | Denkmal für die 1. Partisaneneinheit von Split |                                                           | im August 1992 gesprengt                                                              |
| Kroatien                | Sinj                                    | 43° 41′ 54″ N, 16° 37′ 31″ O | Vuko Bombardelli                                                                                 | bis 1962                               | Denkmal für die exekutierten Soldaten der 1. Partisaneneinheit von Split – An der Stelle des Denkmals wurden 24 Soldaten von der Ustascha ermordet. |                                                           | erhalten                                                                              |
| Kroatien                | Podgora                                 | 43° 14′ 45″ N, 17° 4′ 14″ O | Rajko Radović                                                                                    | bis 1962                               | Möwenflügel-Denkmal – Das Denkmal erinnert an die antifaschistische Kriegsflotte der dalmatischen Küste. |                                                           | erhalten                                                                              |
| Kroatien                | Zagreb                                  | 45° 50′ 34″ N, 16° 1′ 40″ O | Vojin Bakić                                                                                      | 1963–68                                | Dotrščina-Gedenkpark – Hauptdenkmal – Der Park erinnert an die tausenden von Zivilisten, die von den Faschisten ermordet und dort begraben wurden. |                                                           | erhalten                                                                              |
| Kroatien                | Vodice                                  | 43° 45′ 22″ N, 15° 46′ 26″ O | Marijan Burger                                                                                   | 1965                                   | Denkmal für die gefallenen Soldaten von Vodice |                                                           | erhalten                                                                              |
| Kroatien                | Podgarić                                | 45° 38′ 27″ N, 16° 46′ 40″ O | Dušan Džamonja                                                                                   | 1965–67                                | Denkmal für die Revolution der Einwohner von Moslavina – Das Denkmal erinnert an den Widerstand und zwei Partisanen-Krankenhäuser gegen die Ustascha. |                                                           | erhalten                                                                              |
| Kroatien                | Kamenska                                | 45° 26′ 46″ N, 17° 28′ 36″ O | Vojin Bakić                                                                                      | 1957–68                                | Denkmal für den revolutionären Sieg der Einwohner von Kamenska – Das Denkmal erinnerte an die gefallenen Soldaten des 6. Slawischen Korps und an die getöteten Zivilisten aus der Region. |                                                           | Am 21. Februar 1992 von der kroatischen Armee gesprengt                               |
| Kroatien                | Kamenski Vučjak                         | 45° 28′ 49″ N, 17° 31′ 18″ O | Edo Murtić                                                                                       | 1968                                   | Mosaikwand in Gedenken an den Kampf um Šušnjara – Das Denkmal erinnert an die 12. Slawische Partisanendivision, die am 16. April 1943 gegen die Faschisten siegte. |                                                           | beschädigt                                                                            |
| Kroatien                | Donji Miholjac                          | 45° 45′ 43″ N, 18° 9′ 41″ O | Stjepan Brlošic                                                                                  | bis 1968                               | Freiheitsdenkmal – Das Denkmal erinnert an die gefallenen Soldaten und Zivilisten der Region des Zweiten Weltkrieges. |                                                           | erhalten                                                                              |
| Kroatien                | Knin                                    | 44° 2′ 20″ N, 16° 11′ 26″ O | Vojin Bakić                                                                                      | bis 1969                               | Denkmal für den kroatischen Sieges – Das Denkmal erinnerte an die gefallenen Partisanen des 8. Dalmatian Korps während der Befreiung von Knin |                                                           | 1995 gesprengt                                                                        |
| Kroatien                | Podhum                                  | 45° 22′ 32″ N, 14° 29′ 50″ O | Šime Vulas, Duško Rakić, Igora Emilija                                                           | bis 1970                               | Denkmal für die Opfer des Faschismus – Alle Männer zwischen 16 und 64 Jahren (ca. 91 Personen) wurden von italienischen Soldaten ermordet. Alle Kinder und Frauen wurden in umliegende Konzentrationslager gebracht. Der Ort wurde vollständig niedergebrannt. |                                                           | erhalten                                                                              |
| Kroatien                | Petrova-Gora-National-Park bei Vojnić   | 45° 18′ 59″ N, 15° 48′ 18″ O | Vojin Bakić                                                                                      | 1971–81                                | Denkmal für den Aufstand der Einwohner von Kordun und Banija – Das Denkmal erinnert an die gestorbenen serbischen Bauern, die 1941–1942 auf dem Berg kämpften. |                                                           | beschädigt                                                                            |
| Kroatien                | Makarska                                | 43° 17′ 46″ N, 17° 0′ 59″ O | Šime Vulas                                                                                       | 1974                                   | Denkmal für die Revolution – Das Denkmal erinnert an die Kämpfer gegen den Faschismus. Der Turm (rückseitig) beinhaltet heute ein Observatorium (das Gelände wird daher heute „Astro-Park“ genannt) |                                                           | erhalten                                                                              |
| Kroatien                | Pleso                                   | 45° 43′ 52″ N, 16° 3′ 53″ O | Marijan Burger                                                                                   | bis 1978                               | Gebrochener Ring – Das Denkmal erinnert an die Partisanen, die die von den Faschisten eingenommenen Flughäfen sabotierten, sowie an die Befreiung Zagrebs 1945. |                                                           | erhalten                                                                              |
| Kroatien                | Zaostrog                                | 43° 8′ 22″ N, 17° 16′ 42″ O | Rudolf Matutinović                                                                               | bis 1971                               | Denkmal für den nationalen Befreiungskampf |                                                           | erhalten                                                                              |
| Kroatien                | Vukovar                                 | 45° 19′ 49″ N, 19° 1′ 2″ O | Bogdan Bogdanović                                                                                | 1978–80                                | Dudik-Gedenkpark – Der Park erinnert an die etwa 455 Zivilisten, die zwischen Juli 1941 und Februar 1943 an diesem Ort von den Ustascha ermordet wurden. | Zustand 2014, vor der Restauration der Kupferdächer       | erhalten                                                                              |
| Kroatien                | Zagreb                                  | 45° 50′ 52″ N, 16° 1′ 26″ O | Vojin Bakić                                                                                      | 1980er                                 | Tal der Gräber im Dotrščina-Gedenkpark – Sechs kristalline Strukturen markieren Massengräber. | Eines der sechs Denkmäler                                 | erhalten                                                                              |
| Kroatien                | 18 km SO von Korenica                   | 44° 40′ 27″ N, 15° 50′ 55″ O | Vladimir Ugrenović, Berislav Radimir                                                             | bis 1981                               | Zentrales Monument von Bijeli Potoci – Das Denkmal im Nationalpark Bijeli Potoci fand die Offensive Operation Weiß statt, bei der viele Partisanen starben. |                                                           | 2008 zerstört                                                                         |
| Kroatien                | Plovanija                               | 45° 27′ 3″ N, 13° 38′ 7″ O | Aleksandar Rukavina                                                                              | bis 1981                               | Denkmal für die Gefallenen und die Opfer des Faschismus |                                                           | erhalten                                                                              |
| Kroatien                | Slabinja                                | 45° 12′ 37″ N, 16° 40′ 10″ O | Stanislav Mišić                                                                                  | bis 1981                               | Denkmal für die Gefallenen und die Opfer des Faschismus von Slabinja |                                                           | erhalten                                                                              |
| Kroatien                | Novo Selo Palanječko bei Sisak          | 45° 30′ 10″ N, 16° 27′ 30″ O | Želimir Janeš                                                                                    | bis 1981                               | Denkmal für die Truppe im Brezovica-Wald – Das Denkmal erinnert an die Gründung der ersten politischen Kampfbrigade gegen Faschisten. |                                                           | teilweise erhalten                                                                    |
| Kroatien                | Zagreb                                  | 45° 50′ 48″ N, 16° 1′ 36″ O | Branko Ružić                                                                                     | bis 1981                               | Denkmal für die, die in den Straßen ihrer Stadt starben im Dotrščina-Gedenkpark – Das Denkmal gedenkt den Opfern des Zweiten Weltkrieges in Zagreb. |                                                           | erhalten                                                                              |
| Kroatien                | Zagreb                                  | 45° 51′ 2″ N, 16° 1′ 31″ O | Stevan Luketić                                                                                   | 1985                                   | Denkmal für die Revolutionäre und Patrioten, die 1919–41 in Zagreb starben im Dotrščina-Gedenkpark |                                                           | erhalten                                                                              |
| Kroatien                | Zagreb                                  | 45° 50′ 48″ N, 16° 1′ 28″ O | Kosta Angeli Radovani                                                                            | bis 1989, 1993 montiert                | Denkmal für die Bewohner Zagrebs, die beim Befreiungskampfes 1941–45 starben im Dotrščina-Gedenkpark |                                                           | erhalten                                                                              |
| Nordmazedonien          | Botun                                   | 41° 16′ 44″ N, 20° 47′ 1″ O |                                                                                                  |                                        | Denkmal für den Aufstand in Debarca – Das Denkmal erinnert an die Kämpfer der Region Debraca, die ihr Leben im Zweiten Weltkrieg für die Mazedonische Freiheit verloren haben. |                                                           | erhalten                                                                              |
| Nordmazedonien          | Prilep                                  | 41° 20′ 4″ N, 21° 33′ 16″ O | Bogdan Bogdanović                                                                                | 1961                                   | Grabhügel für die Unbesiegten – Das Denkmal erinnert an die 800 gefallenen Soldaten bei der Befreiung von Prilep. |                                                           | erhalten                                                                              |
| Nordmazedonien          | Gevgelija                               | 2005 transloziert von 41° 8′ 55″ N, 22° 31′ 16″ O zu 41° 9′ 30″ N, 22° 30′ 2″ O                                                              | Jordan Grabul                                                                                    | 1969                                   | Denkmal für den Frieden – Das Denkmal erinnert an die 95 Partisanen, die die ersten Befreiungskämpfer der Region waren. | Zustand ca. 2000                                          | beschädigt                                                                            |
| Nordmazedonien          | Štip                                    | 41° 44′ 18″ N, 22° 11′ 15″ O | Bogdan Bogdanović                                                                                | 1969–74                                | Partisanen-Nekropole – Auf dem Friedhof sind gefallene Soldaten und Zivilisten der Region begraben. |                                                           | erhalten                                                                              |
| Nordmazedonien          | Kruševo                                 | 41° 22′ 39″ N, 21° 14′ 54″ O | Jordan Grabul, Iskra Grabul (Denkmal) Borko Lazeski (Bleiglasfenster) Petar Mazev (Amphitheater) | 1972–74                                | Ilinden-Denkmal (auch Mazedonium genannt) – Das Denkmal erinnert an die Widerstandskämpfer des Ilinden-Aufstandes 1903. | AußenansichtInnenansicht                                  | erhalten                                                                              |
| Nordmazedonien          | Struga                                  | 41° 10′ 40″ N, 20° 40′ 46″ O | Vojislav Vasiljević                                                                              | bis 1974                               | Denkmal für die Revolution – Das Denkmal erinnert an die gefallenen Soldaten und Zivilisten des Zweiten Weltkrieges. |                                                           | erhalten                                                                              |
| Nordmazedonien          | Kavadarci                               | 41° 25′ 58″ N, 22° 1′ 23″ O | Peter Mulichkoski                                                                                | 1976                                   | Denkmal für die gefallenen Kämpfer – Das Denkmal erinnert an die gefallenen Partisanen und anderen Kämpfer, die bei der Verteidigung der Stadt Kavadarci gegen die Faschisten umgekommen sind. |                                                           | erhalten                                                                              |
| Nordmazedonien          | Kočani                                  | 41° 55′ 7,9″ N, 22° 24′ 25,4″ O | Gligor Cemerski, Radovan Radjenovic                                                              | 1975–77                                | Freiheitsdenkmal – Das Denkmal erinnert an den politischen Kampf für Freiheit vom Ilinden-Aufstand bis zum Zweiten Weltkrieg. |                                                           | erhalten                                                                              |
| Nordmazedonien          | Veles                                   | 41° 43′ 24″ N, 21° 47′ 21,4″ O | Ljubomir Denković, Savo Sugotin (Denkmal), Peter Mazev (Bronze, Mosaike)                         | 1976–79 (Denkmal), 1979–80 (Mosaike)   | Gedenkgruft für die Helden des Zweiten Weltkrieges – In einer unterirdischen Krypta sind etwa 100 Partisanen begraben. Die 220 m2 großen Mosaike zeigen die Geschichte Mazedoniens. | DenkmalBronzeEines der Mosaike                            | erhalten                                                                              |
| Montenegro              | Andrijevica                             | 42° 44′ 15″ N, 19° 47′ 14″ O | Vojislav Vujisić                                                                                 | 1967                                   | Knjaževac-Skulpturenpark – Das Denkmal erinnert an die über 600 Partisanen und fast 900 getöteten Zivilisten der Region, die während des Zweiten Weltkrieges gefallen sind. |                                                           | erhalten                                                                              |
| Montenegro              | Rogami                                  | 42° 28′ 28″ N, 19° 15′ 35″ O | Dragan Marković                                                                                  | bis 1967                               | Piperi-Denkmal – Die Piperi sind ein Bergvolk im Nordosten von Montenegro. Viele Piperi unterstützten im Zweiten Weltkrieg die Partisanen. |                                                           | erhalten                                                                              |
| Montenegro              | Kolašin                                 | 42° 49′ 27″ N, 19° 31′ 8″ O | Marko Mušič                                                                                      | 1971–75                                | Stadthalle von Kolašin – Das Gebäude ist gleichzeitig ein Denkmal für die Bildung des ersten Nationalen Antifaschistischen Konzil für die Befreiung Montenegros und Bokas 1943. |                                                           | erhalten                                                                              |
| Montenegro              | Vranjske Njive                          | 42° 29′ 20″ N, 19° 13′ 28″ O | Svetlana Kana Radević                                                                            | 1970er                                 | Denkmal für die gehängten Patrioten („Die Gabel“) – An diesem Ort wurde 1943 eine Gruppe von Bewohnern von Faschisten ermordet. |                                                           | erhalten                                                                              |
| Montenegro              | Kolašin                                 | 42° 49′ 50″ N, 19° 31′ 15″ O | Momčilo Vujisić                                                                                  | 1974                                   | Partisanen-Nekropole – Auf den Breza-Wiesen in Kolašin wurden über 72 Partisanen im März 1942 bis Mai 1943 exekutiert. |                                                           | erhalten                                                                              |
| Montenegro              | Golubovci                               | 42° 19′ 36″ N, 19° 13′ 12″ O | Vukota Vukotić                                                                                   | bis 1974                               | Gedenkstätte für die Gefallenen des Zweiten Weltkrieges |                                                           | erhalten                                                                              |
| Montenegro              | Barutana                                | 42° 23′ 38″ N, 19° 8′ 30″ O | Svetlana Kana Radević                                                                            | 1975–80                                | Denkmal für die Gefallenen – Das Denkmal erinnert an die Soldaten und Zivilisten der Region, die im Zweiten Weltkrieg umgekommen sind. |                                                           | erhalten                                                                              |
| Montenegro              | Berane                                  | 42° 51′ 1″ N, 19° 52′ 49″ O | Bogdan Bogdanović                                                                                | bis 1977                               | Denkmal für den Frieden – Das Denkmal erinnert an die Soldaten und Zivilisten der Region, die im Zweiten Weltkrieg gestorben sind. |                                                           | erhalten                                                                              |
| Montenegro              | Nikšić                                  | 42° 45′ 47″ N, 18° 57′ 35″ O | Ljubo Vojvodic                                                                                   | 1982                                   | Denkmal für die Gefallenen des Zweiten Weltkriegs – Auf dem Trebjesa-Berg wurden 32 Partisanen und Antifaschisten hingerichtet. |                                                           | erhalten                                                                              |
| Montenegro              | Ulcinj                                  | 41° 55′ 26″ N, 19° 12′ 21″ O | Miodrag Živković                                                                                 | 1985                                   | Freiheitsdenkmal – Das Denkmal erinnert an die gefallenen Soldaten und Zivilisten des Zweiten Weltkrieges und die Erfolge der jugoslawischen Luftwaffe. |                                                           | erhalten                                                                              |
| Serbien                 | Brzeće                                  | 43° 16′ 39″ N, 20° 52′ 31″ O |                                                                                                  |                                        | Marmor-Denkmal – Das Denkmal erinnert an den Kampf von Kopaonik, einer der letzten großen Siege der Partisanen und ein wichtiger Schritt für die Befreiung Serbiens. |                                                           | erhalten                                                                              |
| Serbien                 | Brdo bei Majdanpek                      | 44° 25′ 43″ N, 21° 56′ 34″ O |                                                                                                  |                                        | Denkmal für den nationalen Befreiungskrieg – Das Denkmal ist den gefallenen Soldaten und Zivilisten der Region gewidmet. |                                                           | erhalten                                                                              |
| Serbien                 | Belgrad                                 | 44° 48′ 42″ N, 20° 29′ 8″ O | Bogdan Bogdanović                                                                                | ab 1951 1952                           | Denkmal für die jüdischen Opfer des Faschismus – Das Denkmal befindet sich auf dem Gelände des Jüdischen Friedhofs Belgrad und war die erste Holocaust-Gedenkstätte in Jugoslawien. | Denkmal für die jüdischen Opfer des Faschismus in Belgrad | erhalten                                                                              |
| Serbien                 | Kragujevac                              | 44° 1′ 2″ N, 20° 53′ 31″ O | Ante Gržetić                                                                                     | 1959                                   | Schmerz und Missachtung im Šumarice-Gedenkpark – Das Denkmal ist Nada Naumović gewidmet, die einzige Frau, die dem Massaker von Kragujevac ermordet wurde. |                                                           | erhalten                                                                              |
| Serbien                 | Sremska Mitrovica                       | 44° 58′ 36″ N, 19° 36′ 23″ O | Bogdan Bogdanović                                                                                | ab 1959 1960, 1977 und 1979–81 ergänzt | Gedenkfriedhof für die Opfer des Faschismus – 12.000 Menschen wurden im Zweiten Weltkrieg an diesem Ort exekutiert. Das Denkmal besteht aus einer großen Bronzeskulptur und sieben kleinen Bronzen in Form von Flammen. Zwei davon sind 1979 ergänzt worden. 1977 wurde ein Denkmal der Triglav-Berge ergänzt. Des Weiteren sind ein Gesicht aus Marmor und ein Marmorblock von unbekannten Künstlern im 12 ha großen Gelände vorhanden. |                                                           | erhalten                                                                              |
| Serbien                 | Niš                                     | 43° 18′ 18″ N, 21° 52′ 22″ O | Ivana Sabolić, Mihajlo Mitrović                                                                  | 1960–63                                | Bubanj-Gedenkpark („Die Drei Fäuste“) – Das Denkmal erinnert an die über 10.000 an dieser Stelle von den Nazis ermordeten Serben, Juden und Roma. |                                                           | erhalten                                                                              |
| Serbien                 | Kruševac                                | 43° 33′ 44″ N, 21° 19′ 47″ O | Bogdan Bogdanović                                                                                | 1960–65                                | Slobodište-Gedenkpark – Der 10 ha große Gedenkpark erinnert an die getöteten Partisanen in Kruševa. Er bestand ursprünglich aus einem Sonnenbogen genannten Denkmal und vielen kleinen Betonskulpturen. Ein weiteres Denkmal wurde später hinzugefügt, siehe den Eintrag für Kruševac 1978. | Der Sonnenbogen                                           | erhalten                                                                              |
| Serbien                 | Ada                                     | 45° 47′ 47″ N, 20° 8′ 5″ O | Alexander Zarin                                                                                  | 1961                                   | Denkmal für den Widerstand – Das Denkmal erinnert an die gefallenen Soldaten und Zivilisten im Widerstand gegen den Nationalsozialismus während des Zweiten Weltkrieges. |                                                           | erhalten                                                                              |
| Serbien                 | Draginac                                | 44° 30′ 17″ N, 19° 24′ 57″ O | Ostoja Gordanić Balkanski                                                                        | 1961–63                                | Denkmal für die Getöteten von Draginac – Das Denkmal erinnert an die während des Zweiten Weltkrieges getöteten Menschen der Stadt. |                                                           | erhalten                                                                              |
| Serbien                 | Zlatibor (Gebirge)                      | 43° 42′ 40″ N, 19° 42′ 43″ O | Jovanka Jeftanović, Ana Bešlić                                                                   | 1961–67                                | Denkmal für die ermordeten Partisanen – Das Denkmal erinnert an die beim Rückzug aus Užice von der Wehrmacht exekutierten Soldaten. |                                                           | erhalten                                                                              |
| Serbien                 | Požarevac                               | | Bratislav Stojanović, Stanislav Mišić                                                            | 1962                                   | Marmormauer im Čačalica-Gedenkpark – Der Gedenkpark und die Mauer erinnern an das Massengrab an dieser Stelle, in dem Partisanen und Mitglieder der Roten Armee begraben wurden. In den frühen 1960er-Jahren wurde ein kleines Denkmal für die gestorbenen Mitglieder der Roten Armee errichtet. 1967 wurden 441 russische Birken gepflanzt – für jeden Soldaten der Roten Armee eine.                                                   | Die Birken                                                | erhalten                                                                              |
| Serbien                 | Kragujevac                              | 44° 0′ 58″ N, 20° 53′ 9″ O | Miodrag Živković                                                                                 | 1963                                   | Denkmal für die erschossenen Schüler und Lehrer (auch „Gebrochene Flügel“) im Šumarice-Gedenkpark – Hunderte Schüler und Lehrer wurden an diesem Ort im Oktober 1941 von deutschen Truppen hingerichtet und begraben. |                                                           | erhalten                                                                              |
| Serbien                 | Kragujevac                              | 44° 1′ 32″ N, 20° 54′ 1″ O | Ante Gržetić                                                                                     | 1963                                   | Denkmal für den Widerstand und die Freiheit im Šumarice-Gedenkpark – Das Denkmal markiert die Stelle mehrerer Massengräber des Massakers. |                                                           | erhalten                                                                              |
| Serbien                 | Avala (Berg)                            | 44° 41′ 20″ N, 20° 30′ 51″ O | Jovan Kratohvil                                                                                  | 1965                                   | Sowjetisches Kriegsveteranen-Denkmal – Das Denkmal erinnert an den Flugzeugabsturz am 19. Oktober 1964, bei dem insgesamt 33 Menschen starben, darunter alle 22 Flugzeugpassagiere, alle Veteranen des Zweiten Weltkrieges. |                                                           | erhalten                                                                              |
| Serbien                 | Ostra                                   | 43° 54′ 42″ N, 20° 31′ 0″ O | Miodrag Živković, Svetislav Licina                                                               | 1967–69                                | Courage — Monument für die gefallenen Soldaten der Čačak-Partisanentruppe – ca. 2014 wurde eine orthodoxe Kirche in direkter Nähe zu dem Denkmal errichtet (in der Abbildung rechts). |                                                           | erhalten                                                                              |
| Serbien                 | Kragujevac                              | 44° 1′ 2″ N, 20° 52′ 57″ O | Nebojša Delja                                                                                    | 1968                                   | Kristallblume im Šumarice-Gedenkpark – Das Denkmal ist einem 15-jährigen Roma-Jungen gewidmet, der hier mit einer Gruppe von Erwachsenen von den Faschisten getötet und begraben wurde. |                                                           | erhalten                                                                              |
| Serbien                 | Kragujevac                              | 44° 1′ 38″ N, 20° 52′ 58″ O | Gradimir Bosnic, Jelica Bosnic                                                                   | 1970                                   | Steinschläfer im Šumarice-Gedenkpark – Das Denkmal soll an alle Opfer erinnern, die nicht in die Kategorien der anderen Denkmäler fallen, aber auch an diesem Ort getötet wurden. |                                                           | erhalten                                                                              |
| Serbien                 | Sopot                                   | 44° 28′ 4,3″ N, 20° 34′ 18,3″ O | Vojin Stojić, Gradimir Medaković                                                                 | 1970                                   | Denkmal für die gefallenen Soldaten der Kosmaj-Partisanentruppe – Das Denkmal befindet sich auf dem Berg Kosmaj. |                                                           | erhalten                                                                              |
| Serbien                 | Kraljevo                                | 43° 43′ 47,7″ N, 20° 41′ 30,6″ O | Spasoje Krunić, Dragutin Kovačević                                                               | bis 1970                               | Gedenkpark für den 14. Oktober – Der Park erinnert an die getöteten Menschen des Massakers von Kraljevo | AnlageOrthodoxe Kirche in dem Park                        | erhalten                                                                              |
| Serbien                 | Bela Crkva                              | 44° 23′ 38″ N, 19° 28′ 44″ O | Bogdan Bogdanović                                                                                | 1971                                   | Denkmal für den Beginn des Aufstandes – Das Denkmal erinnert an den Standort, an dem der Aufstand in Serbien gegen das deutsche Militär begann. |                                                           | erhalten                                                                              |
| Serbien                 | Leskovac                                | 42° 58′ 59″ N, 21° 56′ 34,2″ O | Bogdan Bogdanović                                                                                | ab 1964 bis 1971                       | Denkmal für die Revolution (das zentrale Monument nannte Bogdanović Waldgottheit) – Das Denkmal erinnert an die über 1.000 gestorbenen Kämpfer und Zivilisten des Zweiten Weltkrieges aus der Region |                                                           | erhalten                                                                              |
| Serbien                 | Leskovac                                | 42° 59′ 17″ N, 21° 56′ 6″ O | Bogdan Bogdanović                                                                                | bis 1973                               | Arapova-Dolina-Denkmal – Das Denkmal erinnert an die 300 an dieser Stelle ermordeten Roma. |                                                           | erhalten                                                                              |
| Serbien                 | Novi Sad-Čenej                          | 45° 19′ 23″ N, 19° 49′ 45″ O | Pavle Radovanovic                                                                                | bis 1971                               | Denkmal für die Novi-Sad-Partisanen – Das Denkmal erinnert an die Novi-Sad-Partisanen, die im Oktober 1944 die Stadt Novi Sad befreit haben. |                                                           | erhalten                                                                              |
| Serbien                 | Zaječar                                 | 43° 53′ 21″ N, 22° 15′ 54″ O | Vladimir Veličković                                                                              | bis 1971                               | Die Galgen – Das Denkmal erinnert an die Opfer des Zweiten Weltkrieges und an die Mitglieder der KP, die an diesem Ort erhängt wurden. |                                                           | erhalten                                                                              |
| Serbien                 | Vlasotince                              | 42° 57′ 46″ N, 22° 7′ 58″ O | Bogdan Bogdanović                                                                                | 1975                                   | Denkmal für den Beginn des revolutionären Kampfes – Das Denkmal erinnert an die getöteten Soldaten und Zivilisten der Region. |                                                           | erhalten                                                                              |
| Serbien                 | auf dem Berg Jelika bei Čačak           | 43° 52′ 35″ N, 20° 20′ 5″ O | Bogdan Bogdanović                                                                                | 1976–80                                | Mausoleum des Kampfes und Sieges – Das Denkmal erinnert an die 4.600 Opfer des Krieges aus Čačak. |                                                           | erhalten                                                                              |
| Serbien                 | Kadinjača bei Užice                     | 43° 54′ 44″ N, 19° 44′ 34″ O | Miodrag Živković, Aleksandar Đokić                                                               | 1977–79                                | Kadinjača-Gedenkpark – Der 15 ha große Komplex erinnert an die bei dem Kampf um Kadinjača am 29. November 1941 gefallenen Partisanen und des Arbeiterbattalions | bekanntestes Element des DenkmalsGesamtansicht der Anlage | erhalten                                                                              |
| Serbien                 | Kruševac                                | 43° 33′ 44″ N, 21° 19′ 47″ O | Bogdan Bogdanović, Svetislav Žujović                                                             | 1978                                   | Slobodišta-Gedenkhaus im Slobodišta-Gedenkpark – 13 Jahre nach der Einweihung des Parkes wurde diese Gedenkhaus mit seinen umliegenden Skulpturen ergänzt. |                                                           | erhalten                                                                              |
| Serbien                 | Štulac, Straße nach Popina              | 43° 37′ 49″ N, 20° 57′ 30″ O | Bogdan Bogdanović                                                                                | 1978–81                                | Popina-Gedenkpark – Das Denkmal erinnert an den Ort, an dem erstmals die Partisanen mit der Wehrmacht zusammentrafen. |                                                           | erhalten                                                                              |
| Serbien                 | Kragujevac                              | 44° 1′ 21″ N, 20° 52′ 29″ O | Nandor Glid                                                                                      | 1980                                   | Hundert für Einen im Šumarice-Gedenkpark – Das Denkmal gedenkt den ermordeten Zivilisten, die auf Anweisung des deutschen Kommandeurs Franz Böhme starben. Dessen Anweisung lautete, dass für jeden getöteten deutschen Soldaten, 100 Zivilisten getötet werden sollten. |                                                           | erhalten                                                                              |
| Serbien                 | Brštica                                 | 44° 24′ 12″ N, 19° 19′ 18″ O | Milun Stambolić                                                                                  | 1981                                   | Denkmal für den Aufstand – Das Denkmal steht an dem Ort, an dem die Militärleitung verschiedener Befreiungsbewegungen sich am 26. September als Partisanen zusammenschlossen. |                                                           | erhalten                                                                              |
| Serbien                 | Kragujevac                              | 44° 1′ 37″ N, 20° 53′ 36″ O | Vojin Bakić                                                                                      | 1981                                   | Kreise im Šumarice-Gedenkpark – Das Denkmal markiert mehrere Massengräber des Massakers in seiner unmittelbaren Umgebung. |                                                           | erhalten                                                                              |
| Serbien                 | Jabuka                                  | 44° 55′ 44″ N, 20° 38′ 2″ O | Nebojša Delja                                                                                    | bis 1981                               | Stratište-Gedenkanlage – Das Denkmal erinnert an die etwa 10.000 Serben, Juden und Roma, die an diesen Ort ermordet wurden. |                                                           | erhalten                                                                              |
| Serbien                 | Požarevac                               | 44° 36′ 49″ N, 21° 12′ 14″ O | Milorad Tepavac                                                                                  | 1985                                   | Der Stern im Čačalica-Gedenkpark – Das Denkmal erinnert an die Partisanen und Widerstandskämpfer, die an diesem Ort getötet wurden. |                                                           | erhalten                                                                              |
| Serbien                 | Jajinci bei Belgrad                     | 44° 43′ 52″ N, 20° 29′ 20″ O | Vojin Stojić                                                                                     | 1988                                   | Jajinci-Gedenkpark – Das Denkmal erinnert an die 80.000 von den Nazis an dieser Stelle 1941–43 ermordeten Menschen. |                                                           | erhalten                                                                              |
| Slowenien               | Begunje                                 | 46° 23′ 2″ N, 14° 13′ 5″ O (Hauptdenkmal) 46° 22′ 53″ N, 14° 13′ 5″ O (Granitsäule)                                                          | Edvard Ravnikar                                                                                  | bis 1953                               | Friedhof der Gefangenen – Das Denkmal erinnert an die in der Burg Katzenstein erschossenen Gefangenen, als diese Gestapo-Hauptquartier war. 12.134 Personen wurden dort festgehalten. 1.282 Gefangene wurden erschossen. Etwas entfernt steht eine zum Denkmal gehörige Granitsäule. |                                                           | erhalten                                                                              |
| Slowenien               | Žužemberk                               | 45° 50′ 10″ N, 14° 55′ 54″ O | Marjan Tepina                                                                                    | bis 1961                               | Denkmal für den Befreiungskrieg – Das Denkmal erinnert an die gefallenen Soldaten der Stadt. |                                                           | erhalten                                                                              |
| Slowenien               | Ilirska Bistrica                        | 45° 34′ 8″ N, 14° 14′ 25″ O | Janez Lenassi, Živa Baraga                                                                       | 1965                                   | Denkmal auf dem Berg der Freiheit – Das Denkmal erinnert an die 4. Jugoslawische Armee, die die Region im Zweiten Weltkrieg befreite |                                                           | beschädigt                                                                            |
| Slowenien               | Mirna                                   | 45° 57′ 16″ N, 15° 3′ 54″ O | Janez Lenassi                                                                                    | 1965                                   | Befreiungsdenkmal auf dem Roje-Berg – Das Denkmal erinnert an die 106 gefallenen Widerstandskämpfer aus der Region. |                                                           | erhalten                                                                              |
| Slowenien               | Črni Kal                                | 45° 33′ 12″ N, 13° 52′ 21″ O | Edo Mihevc                                                                                       | 1966                                   | Denkmal für die Freiheit und Opfer der faschistischen Gewalt / Denkmal für die Übersee-Brigade – Das Denkmal erinnert an die Kämpfer der Region, von denen viele Mitglieder in der Übersee-Brigade waren. Beide Bezeichnungen für das Denkmal sind gebräuchlich. |                                                           | erhalten                                                                              |
| Slowenien               | Maribor                                 | 46° 33′ 38″ N, 15° 38′ 57″ O | Slavko Tihec                                                                                     | 1975                                   | Befreiungsdenkmal (auch „Kodžak“) – Das Denkmal erinnert an die fast 700 Geiseln und Rebellen, die von der Wehrmacht ermordet wurden. |                                                           | erhalten                                                                              |
| Slowenien               | Dražgoše bei Železniki                  | 46° 15′ 8″ N, 14° 10′ 0″ O | Boris Kobe (Denkmal), Stojan Batič (Skulpturen), Ive Šubic (Mosaik)                              | bis 1976                               | Denkmal für die Cankarjev-Battalion – Das Denkmal erinnert an den Kampf von Dražgoše, bei dem Partisanen gegen die Nazis kämpften und Personen vor Deportation schützten. |                                                           | erhalten                                                                              |

## Dokumentarfilme
- Circles of Memory. Osservatorio Balcani e Caucaso, 2007. (mehrsprachig mit englischen Untertiteln, Film auf Youtube).
- Irena Škorić (Regie): Neželjena baština / Unwandted Heritage. 2016. (kroatisch mit englischen Untertiteln, Trailer auf Vimeo).
- Spomenici i mi. Bosanskohercegovačka radiotelevizija, 2016. (bosnisch, Film auf Youtube).